# 엘람

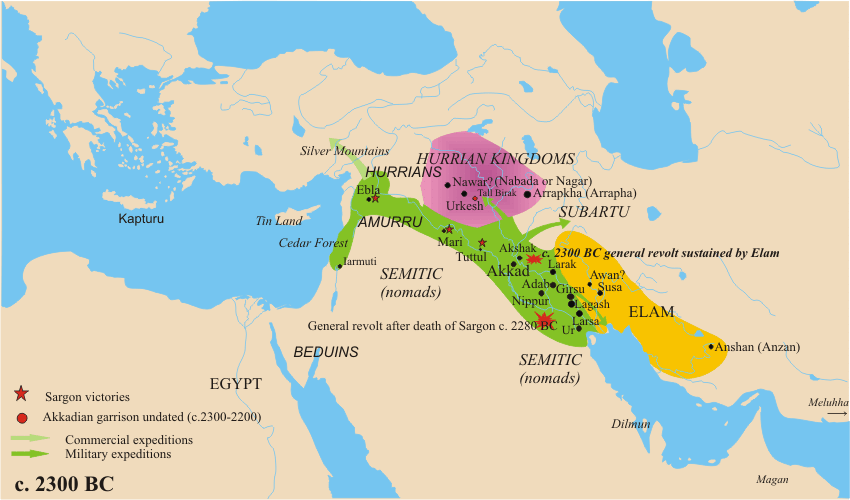
기원전 2300년경의 고대 근동: 엘람 제국(Elam)이 노란색으로 표시되어 있다

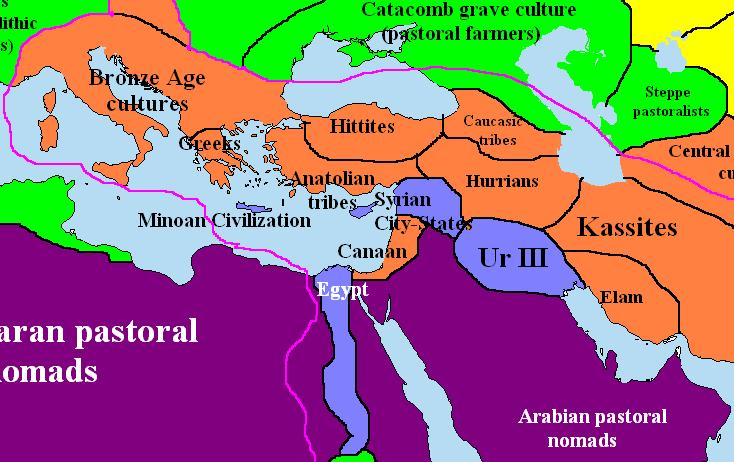
기원전 2000년경의 고대 근동과 지중해

엘람(페르시아어: تمدن ایلام) 또는 엘람 제국은 기록이 남아 있는 가장 오랜 문명들 중 하나이다. 엘람은 오늘날의 이란의 서쪽 끝의 일람 주와 남서쪽 끝의 후제스탄 주 저지대 그리고 오늘날의 이라크의 남부를 중심으로 한 문명 또는 제국이었다. 엘람은 오늘날의 이라크에 위치하였던 수메르 문명과 아카드 제국의 동쪽에 위치하였다.
엘람 제국은 기원전 2700년경부터 기원전 539년까지 존재했다. 엘람 제국 시대 이전에는 원시 엘람 시대가 있었는데, 이 시대는 기원전 3200년경에 이란고원의 문화가 서쪽으로 전파되어 오늘날 이란의 후제스탄 주에 있었던 고대 도시 수사에 영향을 주기 시작하면서 비롯되었다.
고 엘람 시대(2700 BC ~ 1600 BC)동안, 엘람은 이란고원에 소재했던 여러 왕국들의 연방 국가 체제로 이루어져 있었으며 그 중심지는 고대 도시 안샨이었다. 그 후 기원전 1500년경부터는 후제스탄 주 저지대의 수사가 중심지가 되었다. 엘람 제국의 전성기는 중 엘람 시대(1500 BC ~ 1100 BC)의 슈트루케스 왕조시대였다. 엘람 제국은 아케메네스 제국이 기원전 539년에 당시의 엘람의 수도였던 수사를 점령하면서 멸망하였다.
서양의 고전 문헌에서 엘람은 종종 수시아나라고 언급되는데, 이 명칭은 후대의 엘람의 수도인 수사에서 유래한 것이다. 엘람의 문화는 페르시아 제국에서 결정적인 역할을 했는데 특히 엘람 제국을 정복한 아케메네스 제국에 큰 영향을 미쳤으며, 엘람어는 아케메네스 제국의 공용어들 중 하나였다.
엘람 문명 이전에, 예를 들어, 지금의 이란령 아제르바이잔(이란 북서부 지방)에 있었던 만나이 왕국, 지금의 자볼에 있었던 샤르이 소흐타("불타버린 도시"), 또는 최근에 발견된 문명으로 지금의 시스탄오발루체스탄 주와 케르만 주에 있었던 지로프트 문명과 같은 왕국, 도시 또는 문명이 이란고원에 존재했었음에도 불구하고, 엘람 문명이 이란 역사의 출발점으로 여겨지고 있다.
엘람어는 이란어군의 어떤 언어와도 관련이 없다. "엘람드라비다어족 가설"에 따르면 엘람어는 드라비다어족의 언어들과 함께 더 광범위한 규모의 어족인 엘람드라비다어족에 속한다. 오늘날 이란의 주 가운데 하나인 일람 주의 이름 "일람(Ilam)"이 "엘람(Elam)"에서 유래하였다.

## 어원

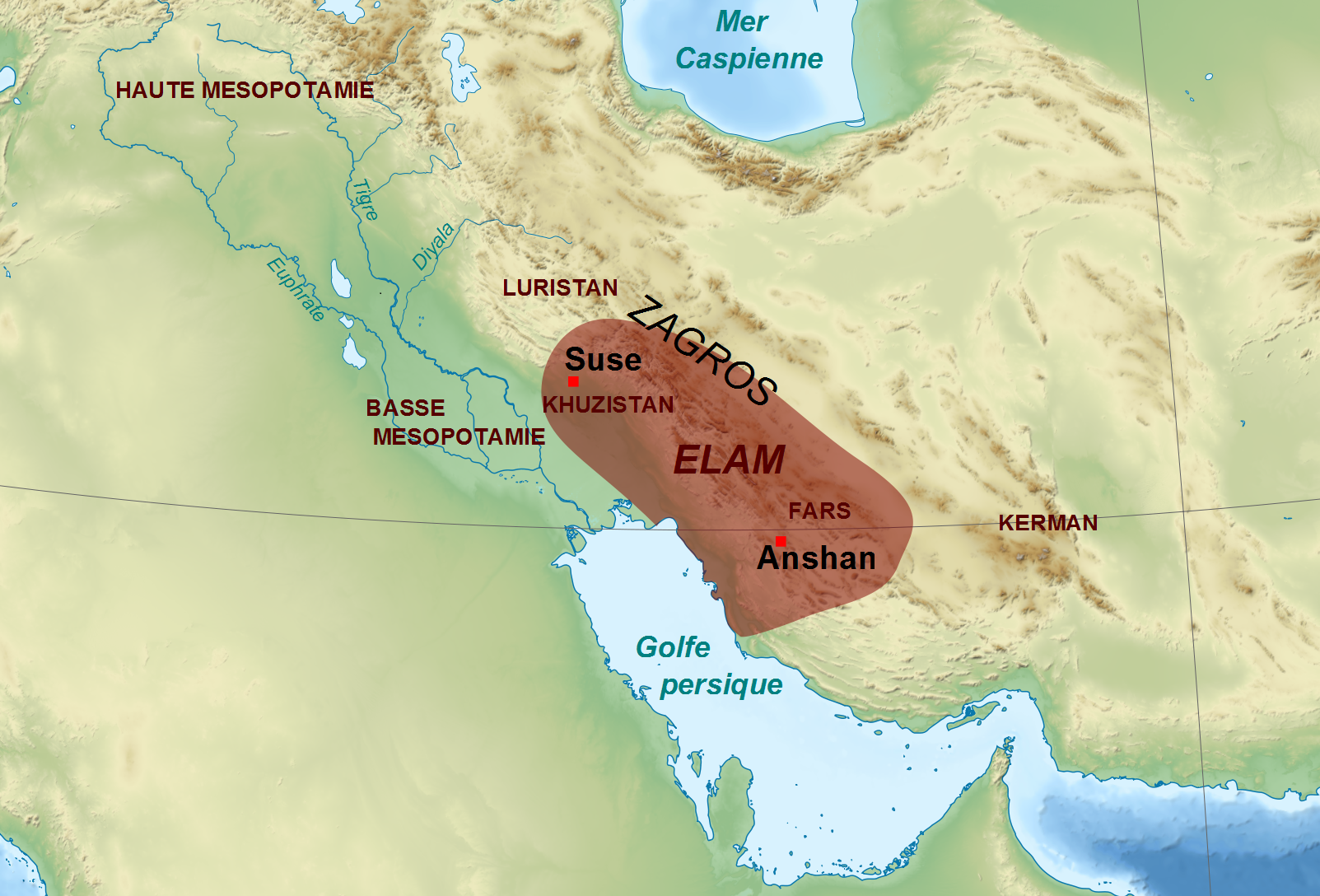
엘람의 위치: 엘람의 주요 도시였던 수사(지도에서 "Suse")와 안샨(지도에서 "Anshan")이 표시되어 있다

엘람인은 자신들의 나라를 하타므티( 선형 엘람문자), 혹은 할타므티(𒁹𒄬𒆷𒁶𒋾)라 불렀다. 후기 엘람어로는 아타므티라 불렀다.
엘람의 인접국인 인접한 수메르에서는 엘람마키(수메르어: 𒉏𒈠𒆠) 혹은 엘람(수메르어: 𒉏)이라고 불렀다. 아카드어로는 남성 명사로는 엘라무, 여성 명사로는 엘라미투가 사용되었다. 수메르어로 "엘람"은 고지대 또는 산악 지대를 뜻한다.
구약성경에서는 인접국에서 부르던 이름인 '엘람'으로 등장한다. 창세기 및 에즈라기 등에서 엘람은 셈의 맏아들인 엘람의 자손인 것으로 나온다.
원래 고지대의 나라였던 엘람은 후대에서는 점차, 저지대에 위치한 후대의 수도 수사와 동일시되었다. 그 결과 클라우디오스 프톨레마이오스(83?~168?) 이후의 지리학자들은 엘람을 수시아나라고 불렀다. 선사 시대에 이미 오늘날 이란의 파르스 주까지도 엘람 문명의 영역에 들어왔었지만, 엘람 문명의 중심지는 주로 오늘날 이란의 후제스탄 주였다. 오늘날의 후제스탄 주의 이름인 "후제스탄(Khuzestān)"은 엘람(Elam: 고지대 또는 산악 지대)을 뜻하는 고대 페르시아어 어근 "후지야(Hujiyā)"에서 파생된 것이다.

## 역사
엘람의 역사에 대한 주된 원천 자료는 엘람의 자료가 아닌 메소포타미아의 원천 자료들, 즉 수메르 · 아카드 · 아시리아 · 바빌로니아의 자료들로, 역사가들은 주로 이 자료들을 바탕으로 엘람의 역사를 재구성한다. 그런데 이렇게 하여 재구성된 엘람의 역사에 대한 현재의 지식은 대체로 단편적인 수준에 머물러 있다.
대체로 엘람의 역사는 그 기간이 기원전 2700년경부터 기원전 539년까지 총 2200여년 정도이며 보통 고 엘람 시대 · 중 엘람 시대 · 신 엘람 시대의 세 시기로 나눈다. 고 엘람 시대 이전의 시기는 원시 엘람 시대라고 한다.
- 원시 엘람 시대: 기원전 3200년경 ~ 2700년
수사의 원 엘람 문자
- 고 엘람 시대: 기원전 2700년경 ~ 1600년경
기록된 최초 시기부터 에파르티 왕조까지
- 중 엘람 시대: 기원전 1500년경 ~ 1100년경
안샨 왕조부터 바빌로니아의 수사 침략까지
- 신 엘람 시대: 기원전 1100년경 ~ 539년
아시리아(아시리아인)와 메디아(고대 이란인)의 영향권에 있었던 시기. 엘람은 539년에 고대 이란인의 제국인 아케메네스 제국(550~330 BC)에 의해 멸망하였고 페르시아 제국, 즉 아케메네스 제국의 일부 지방이 되었다.

### 원시 엘람 시대 (3200~2700 BC)
| 수사안샨아완시알크지로프트자볼class=notpageimage\| 원시 엘람 문명과 엘람 문명의 도시들 |

원시 엘람 문명은 유프라테스강과 티그리스강의 충적 평야의 동부에서 성장하였다. 이 원시 엘람 문명의 성장지는 평야의 저지대와 이 저지대에 인접한 북쪽과 동쪽의 산지 지역으로 이루어져 있었다. 최소한 다음의 3개의 원시 엘람 국가가 결합되어 엘람을 형성하였다.
- 오늘날 이란의 파르스 주에 위치한 안샨
- 로레스탄 주에 위치한 것으로 여겨지는 아완
- 케르만 주에 위치한 시마시키

아완을 언급하고 있는 자료들은 안샨을 언급하고 있는 자료들보다 더 오랜 것이 일반적이다. 그리고 어떤 학자들은 이 두 국가가 시대만 달리하여 동일한 지역을 지배했다고 보고 있다.  이렇게 3개의 원시 엘람 국가가 결합되어 형성된 중심 세력에 오늘날의 후제스탄 주의 수시아나, 즉 수사가 합병되었다가 떨어져 나가는 일이 계속 반복되었다. 또한, 몇몇 원시 엘람 유적들이 이 영역 밖의 이란고원에서 발견되었는데, 와라크셰, 시알크(오늘날의 카샨의 교외)와 케르만 주의 지로프트가 이런 유적에 속한다.
국가로서의 엘람은 고 엘람 시대(2700?~1600? BC) 동안, 수메르의 침략에 따른 대응책 또는 반응으로, 이런 작은 국가들을 기반으로 형성되었다. 엘람의 힘은 이들 다양한 지역들이 얼마나 잘 조율된 정부 아래서 서로 단결하느냐에 달렸으며, 잘 조율된 정부는 각 지역의 특산물인 천연 자원들을 서로 간에 잘 교역할 수 있게 하는 역할을 했다. 전통적으로 이러한 일은 연방 국가 체제의 정부를 구성함으로써 이루어졌다.
원시 엘람 도시 수사는 기원전 4000년경에 카룬강의 유역에서 성립되었다. 수사는 원시 엘람 문화가 형성된 장소로 여겨지고 있다. 수사의 초기 역사 기간 동안 지배자가 메소포타미아인과 엘람인으로 번갈아 바뀌는 변동이 있었다. 가장 초기의 유적층(1978년 르 브룅(Le Brun)이 지휘하여 발굴한 22~17층)에서 토기가 출토되었는데 이 토기는 당시의 메소포타미아에서는 그에 대응하는 동등물이 없는 토기였다. 그러나 이 유적층을 뒤이은 시기의 발굴물들은 우루크 기(4000?~3100 BC)의 수메르 문화의 유물들과 일치한다는 것이 확인되었다. 이란고원으로부터 비롯된 원시 엘람 문명의 영향력이, 즉 이 영향력을 증거하는 유물들이 수사의 기원전 3200년경의 유물층부터 나타나기 시작한다. 그리고 원시 엘람 문자는 아직 판독되지 못한 문자인데 이것으로 기록된 텍스트들이 기원전 2700년경의 유적층까지 계속하여 수사에서 발굴되고 있다. 원시 엘람 시대(3200?~2700? BC)는 엘람, 즉 엘람 제국(2700?~539 BC)의 첫 왕조인 아완 왕조(2400?~2100?)가 성립되면서 완전히 끝났다.
지로프트와 자볼의 원시 엘람 국가들은 아주 오랜 국가들로 그래서 특수한 경우로 여겨지고 있다. 고고학자들은 지로프트 문명과 엘람 문명의 예술과 문화가 서로 간에 현저히 유사한 것과 엘람어로 된 기록물들이 지로프트에서 발견된 것은 이 두 문명이 서로 긴밀한 관계에 있었다는 것을 증거한다고 본다. 이에 따라 엘람 문명이 기원전 7000년경에 이미 성립되었다고 보는 학자들도 있다.

### 고 엘람 시대 (2700~1600 BC)

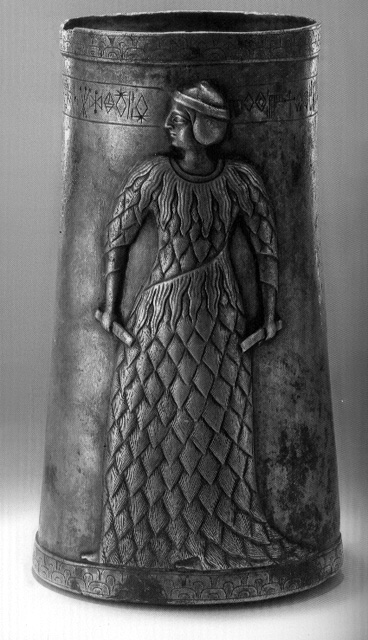
이란의 파르스 주의 마르브다슈트에서 출토된 은잔: 이 은잔의 윗부분에 엘람 선형 문자로 된 명문(銘文)이 새겨져 있다. 기원전 제3천년기(3000~2001 BC) 후반, 이란 국립 박물관 소장

엘람과 관련이 있는 알려진 역사적 인물들 중 가장 초기의 인물은 수메르의 도시 키시의 왕 엔메바라게시(2650? BC)이다. 《수메르 왕 목록》에서는 그가 엘람을 정복했다고 말한다. 그러나 《수메르 왕 목록》에는 엔메바라게시의 재위 기간이 900년이었다고 나오는데, 이와 같이 《수메르 왕 목록》은 전설적인 면이 있는 기록이므로 역사가들은 대체로 엔메바라게시에 대한 모든 기록이 실제 역사라고 보지 않는다. 그럼에도 불구하고, 엔메바라게시의 이름이 나오는 두 개의 고고학적 유물들이 발견되었는데 이런 면에서 그가 엘람을 정복했다는 것은 일정한 사실성을 지닌 것으로 보이며, 이러한 시대적인 정황이 반영되어 통상적으로 고(古) 엘람 시대는 기원전 2700년경부터 시작된 것으로 본다. 그러나 엘람의 실제 역사는 기원전 2300년경의 사실적 기록들, 즉 아카드 제국(2334?~2154? BC)의 시작기인 기원전 2300년경으로 그 연대가 추정되는 사실적인 기록들로부터 시작된다고 할 수 있다.
고 엘람 시대(2700?~1600? BC) 동안 다음의 세 왕조가 엘람을 통치하였다.
- 아완 왕조: 기원전 2400년경 ~ 2100년경, 아반 왕조라고도 한다.
- 시마시키 왕조: 기원전 2100년경 ~ 1970년경
- 에파르티 왕조: 기원전 1970년경 ~ 1770년

#### 아완 왕조 (2400~2100 BC)
고대 바빌로니아 시대(단기 연대기로 1830?~1531 BC, 전통적인 중기 연대기로 2000?~1595 BC)의 것으로 연대가 추정되는 수사에서 발견된 "왕 목록"에 따르면 아완 왕조와 시마시키 왕조에는 각각 열두 명의 왕이 있었다. 이 두 엘람 왕조는 왕조 초기에 아완과 하마지를 지배하였을 뿐만 아니라 수메르 지역을 짧은 기간 동안이나마 지배했다고 언급되고 있다. 또한, 반대로, 라가시의 에안나툼과 아다브의 루갈안네문두와 같은 몇몇 강력한 수메르 왕들이 일시적으로 엘람을 지배했다고 기록되어 있다.
아완 왕조(2400?~2100? BC) 시대는 아카드의 왕 사르곤(재위 56년간, 단기 연대기로 2270~2215 BC, 중기 연대기로 2334~2279 BC)의 재위 시기와 겹친다. 사르곤은 아완의 루히이샨왕을 패배시키고 수사를 지배했다. 또한 사르곤은 아카드어를 수사의 공용어로 만들려고 시도하였다. 이때 이후로, 엘람에 대해 알 수 있게 하는 역사적 자료로서의 메소포타미아 원천 자료들이 이전보다 더 많이 나타나게 되었는데, 이것은 이란고원에서 생산되는 목재, 석재, 금속 등의 자원에 대한 메소포타미아인들의 관심이 증대하였고 그만큼 이 지역으로 이전보다 더 자주 군사적 원정을 행했기 때문이었다.
그러나 사르곤의 증손자인 샤르칼리샤리 치세 때에 아카드 제국(2334~2154 BC)이 자그로스산맥의 야만인인 구티족의 침입으로 멸망하였다. 이때, 엘람에서는 아완 왕조의 마지막 왕이었던 쿠티크인슈시나크(재위 2240?~ 2220? BC)가 독립을 선언했다. 그는 아카드어를 버리고, 아카드어 쐐기 문자 대신에 간결한 엘람 선형 문자를 사용하도록 장려하였다.
쿠티크인슈시나크는 수사와 안샨을 정복하였고 다소간의 정치적 통합을 이루었다. 그는 에쉬눈나, 아카드, 악샤크를 포함한 메소포타미아 중부의 수많은 도시들을 정복했다. 그의 정복은 아마도 구티움의 영토를 상당히 잠식하여 심각하게 약화시켰고, 우투헨갈의 신수메르 반란을 견딜 수 없게 만들었을 것이다.
아완 왕조(2400?~2100? BC)가 우르 제3왕조에 의해 압도 당한 후, 우르(Ur)의 왕 슐기(Shulgi: 재위 2029~1982 BC)가 수사와 그 주변 지역을 재차지하였다.

#### 시마시키 왕조 (2100~1970 BC)

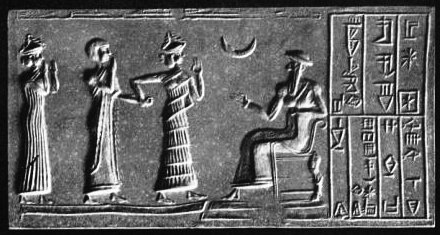
달의 신 난나가 나오는 기원전 2100년경(우르 제3왕조 시대)의 원통 인장의 인각문(印刻紋): 오른쪽에 앉아 있는 인물은 우르 제3왕조를 세운 우르남무인 것으로 여겨지고 있다. 우르남무가 달의 신 난나의 엔시(ensi: 대사제, 속국의 왕, 또는 봉신)인 하샤메르(Ḫašḫamer)에게 그의 봉토에 대한 지배권을 하사하는 의식을 행하는 장면이다. 하샤메르를 그의 람마(lamma: 수호 여신)가 이끌고 있으며, 달의 신 난나가 람마와 우르남무 사이에 초승달의 형상으로 현현해 의식을 인정하고 축복하고 있다.

시마시키 왕조(Simashki dynasty: 2100?~1970? BC) 전기(前期)에, 엘람은 간헐적으로 메소포타미아인과 구티족의 공격을 받았으며 이에 따라 서로 다투는 전쟁기와 외교적 접근이 이루어지는 평화기가 교대로 반복되었다. 예를 들면 우르 제3왕조(2100?~2000? BC)의 왕 슈신(Shu-Sin: 재위 기간은 중기 연대기로 2036~2028 BC, 단기 연대기로 1972~1964 BC)은 자신의 딸들 중 한 명을 안샨의 왕자에게 시집보냈다.
그러나 시마시키 왕조의 시기에 수메르인의 힘은 기울고 있었다. 슈신의 아들인 입비신(Ibbi-Sin: 단기 연대기 재위 1963~1940 BC, 중기 연대기 재위 2028~2004)의 재위 동안, 아모리인이 수메르 제국(우르 제3왕조: 2100?~2000? BC)를 여러 차례 침입했는데, 당시에 입비신의 지도력이 의심되자 엘람은 독립을 선언했을 뿐 아니라 수메르를 침입하기도 했다. 시마시키 왕조의 제6대 왕인 킨다투(Kindattu)는 기원전 2004년(중기 연대기에 따른 것, 단기 연대기로는 기원전 1940년)에 수사인과 동맹을 맺고 우르를 침공하여 입비신을 사로잡아 유배를 보냈고, 이로써 우르 제3왕조가 멸망하였다.
그러나 멸망한 우르 제3왕조의 승계국이었던 이신 왕조(Isin dynasty: 1953?~1730? BC)의 왕들은 엘람인들을 우르 밖으로 몰아내고 도시를 재건했으며, 엘람 제국에게 약탈당했던 달의 신인 난나(Nanna: 여신이 아닌 남신이다)의 신상을 되찾아왔다.

#### 에파르티 왕조 / 수칼마흐 왕조 (1970~1770 BC)

함무라비(재위 1792?~1750?) 치세 때의 바빌로니아

시마시키 왕조 다음으로 에파르티 왕조(Eparti dynasty: 1970?~1770? BC)가 엘람을 지배하였다. 에파르티 왕조의 왕을 칭하는 호칭이 수칼마흐(Sukkalmah)였기 때문에 에파르티 왕조는 "수칼마흐들"이라고 불리었다. 에파르티 왕조는 메소포타미아의 고대 바빌로니아 시대(Old Babylonian period), 즉 제1 바빌로니아 왕조(First Babylonian Dynasty: 단기 연대기로 1830?~1531 BC, 중기 연대기로 2000?~1595 BC)와 동시대에 존재했던 엘람의 왕조였다.
에파르티 왕조 시대의 엘람의 역사는 그 자료가 혼란스러워 재구성하기 어렵다. 여하간에 에파르티 1세(Eparti I)가 이 왕조를 세운 것은 명백해 보인다. 에파르티 왕조 시대 동안 엘람의 도시 수사는 엘람인의 지배하에 있었다. 그러나 라르사(Larsa)와 같은 메소포타미아의 국가들이 이 도시를 다시 차지하려고 끊임없이 시도하였다.
한편, 에파르티 왕조 시대 동안에는 에파르티 왕조와는 다른 엘람 국가가 메소포타미아를 정복한 경우도 있었는데, 수사 북쪽에 위치한 다른 엘람 국가의 왕 쿠두르마부그(Kudur-mabug)는 자신의 아들 와라드신(Warad-Sin)을 라르사의 왕으로 앉혔다. 그리고 와라드신의 형제였던 림신(Rim-Sin)이 와라드신을 이었고 메소포타미아의 많은 지역들을 정복하여 라르사의 지배하에 두었다. 라르사의 림신(Rim-Sin)은 이렇듯 아카드어 이름에도 불구하고 엘람계 출신이었다.
에파르티 왕조의 왕들 중 유명한 이들은 시루크두흐/시룩-투(1850? BC), 시웨팔라르후파크와 쿠두르나훈테의 3명의 왕이다. 시루크두흐는 함무라비가 처음 통치했을 때 엘람의 왕으로, 그와 이후의 엘람의 수칼마흐 왕조의 왕들은 시리아와 메소포타미아의 왕들에 의해 "위대한 왕"과 "아버지"로 불렸으며 메소포타미아의 왕들이 자신들보다 높게 간주하고 여겼던 유일한 왕들이었다. 시루크두흐는 바빌론의 세력이 강해지는 것을 견제하기 위해 다양한 군사적 연합을 꾀하였다. 시웨팔라르후파크는 그의 치세 동안 엘람과 메소포타미아에서 가장 강력한 인물이었는데, 마리의 짐릴림이나 심지어 바빌론의 함무라비와 같은 메소포타미아의 왕들에게서도 존경의 뜻으로 "아버지"라고 불리었다. 그의 치세 동안에만, 엘람이 메소포타미아의 정치에 광범위하게 간섭하며 전령과 사신들을 시리아의 에마르와 카트나까지 먼 서쪽으로 보낼 수 있었다. 또한, 정기적으로 가나안의 하솔까지 사절단을 보내고 가나안 지역과 지속적으로 교류했던 마리 왕국이 시웨팔라르후파크의 치세 동안 엘람의 영향력 아래에 있었다는 것은 마리의 영향력 아래에 있던 가나안도 마리와 마찬가지로 엘람의 영향력 아래에 있었을 수 있다는 가능성을 제시한다. 실제로, 당시인 엘람의 시웨팔라르후파크의 치세 동안 엘람의 사신은 에마르에 이르러서, 그의 세 명의 종들을 카트나의 왕 아무트-피엘 2세(기원전 1772-1762년)에게로 보냈었고, 카트나의 왕 역시 엘람으로 두 명의 전령들을 보냈었다. 쿠두르나훈테는 아카드의 신전들을 약탈했다.
그러나 메소포타미아에서의 엘람인의 지배는 오래 가지 못했다. 기원전 1760년경에 함무라비는 엘람인들을 몰아냈으며, 라르사의 림신을 무너뜨렸고, 메소포타미아에서 바빌론의 지배를 확립했다. 함무라비가 엘람인들을 메소포타미아에서 몰아냈다는 것을 제외하고는, 엘람의 에파르티 왕조(1970?~1770? BC) 자체의 후기(後期) 역사에 대해서는 거의 알려진 것이 없다. 이것은 카시트인이 기원전 1595년경부터 바빌론을 지배하면서 이용가능한 원천 자료 자체가 다시 희소해졌기 때문이다.

### 중 엘람 시대 (1500~1100 BC)

기원전 1531년경~1155년경(단기 연대기) 동안의 카시트 왕조 지배하의 바빌로니아 제국 시대 중 기원전 13세기의 바빌로니아 제국의 강역

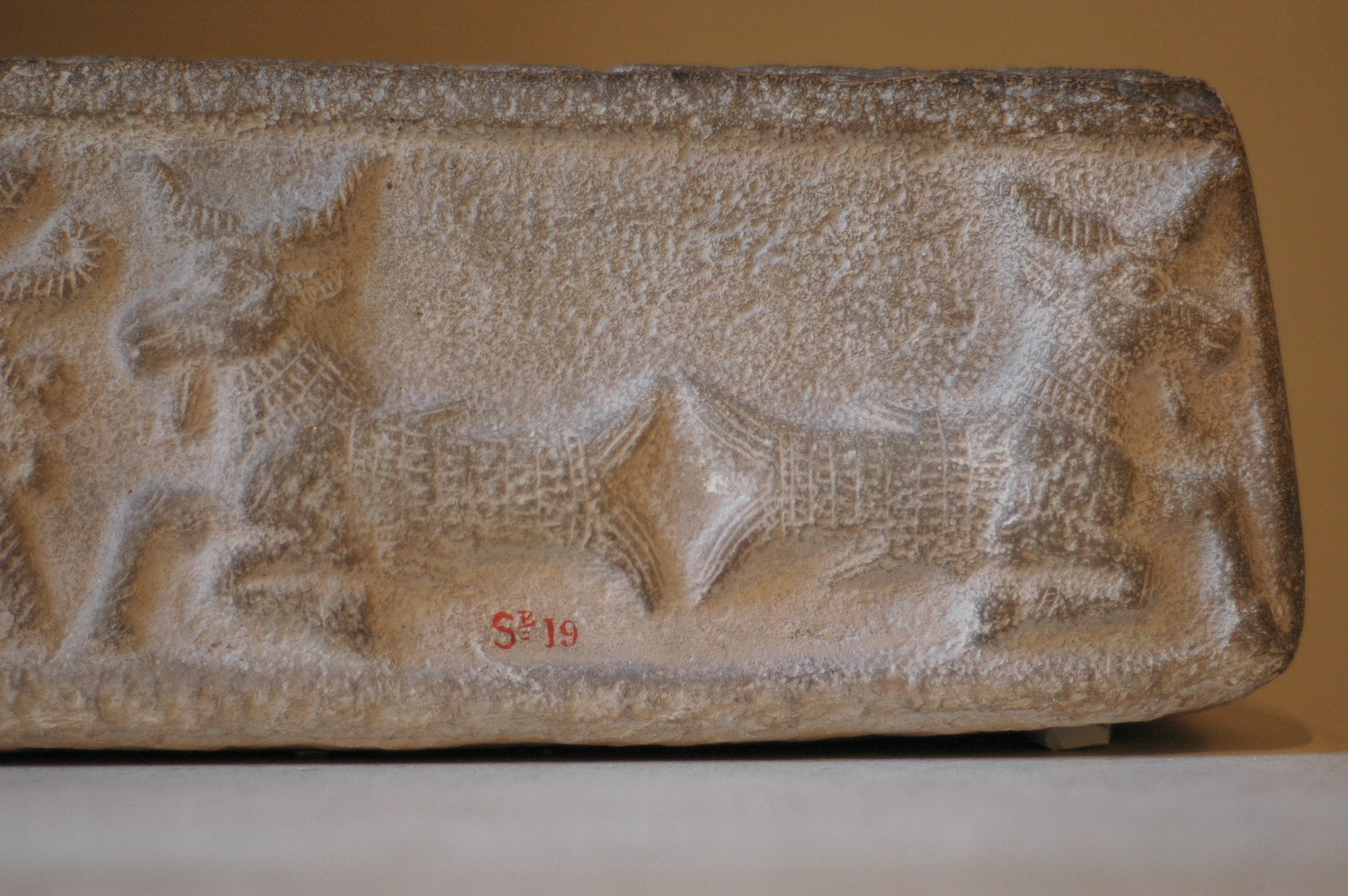
염소물고기 장식이 있는 대형의 의식용 물 탱크: 장식으로 새겨져 있는 염소물고기는 머리가 염소이고 뒷다리가 물고기의 지느러미인 전설적인 동물이다. 이 의식용 물 탱크 유물은 수사에서 발굴된 것으로 중 엘람 시대(1500?~1100? BC)에 석회석으로 만들어진 것이다. 의식용 물 탱크는 물의 신 에아(Ea)의 심연(深淵)을 상징한다.

중(中) 엘람 시대(Middle Elamite period: 1500?~1100? BC) 또는 중기 엘람 시대는 기원전 1500년경 안샨을 중심지로 한 안샨 왕조들(Anshanite dynasties), 즉 키디누에스 왕조(Kidinuids) · 이기할케스 왕조(Igihalkids) · 슈트루케스 왕조(Shutrukids)의 발생과 함께 시작된다. 중 엘람 시대는 메소포타미아의 카시트 왕조(1531?~1155? BC) 지배하의 바빌로니아 제국과 동시대이다.
안샨 왕조들의 통치는 수사의 "엘람화(Elamisation)"라는 특징을 가지는데, 안샨 왕조들의 왕들은 "안샨과 수사의 왕"이라는 칭호로 불렸다.
안샨 왕조들 중 맨 처음의 키디누에스 왕조에서는 명문(銘文)에 여전히 아카드어를 사용한 경우가 많았던 것으로 나타난다. 반면, 이기할케스 왕조와 슈트루케스 왕조에서는 엘람어가 점차 더 많이 사용되어간 것으로 나타난다. 이와 같이, 중 엘람 시대(1500~1100 BC)에서는 엘람 고유의 언어와 문화가 수시아나(엘람)에서 점점 더 중요한 위치를 지니게 되었다.

#### 키디누에스 왕조 (1500~1400 BC)
키디누에스 왕조(1500?~1400? BC)는 부모자식간인지, 형제간인지 혹은 찬탈자인지 등과 같은 서로간의 관계가 확실치 않은 다섯 왕들의 왕조이다. 이들은 모두 "안샨과 수사의 왕"이라는 칭호를 사용하였으며 스스로를 "키르와시르의 종"이라 불렀다. 키르와시르는 엘람의 신들 중 하나로, 키디누에스 왕조와 더불어 산악 지대의 판테온이 수시아나(엘람)로 들어오게 되었다.

#### 이기할케스 왕조 (1400~1210 BC)
이기할케스 왕조(1400~1210 BC)에 대해서는 10명의 왕이 있었다고 알려져 있는데 아마도 더 많은 수의 왕이 있었을 수도 있다. 이들 10명의 왕들 중 몇몇은 카시트인 공주와 결혼했다.
바빌로니아의 카시트 왕조의 왕 쿠리갈주 2세(Kurigalzu II: 단기 연대기에 따른 재위는 1332?~1308? BC)는 기원전 1320년경에 일시적으로 엘람을 점령했다. 그리고 나중에 기원전 1230년경에 카시트 왕조의 또다른 왕 카시틸리아시 4세(Kashtiliash IV: 단기 연대기에 따른 재위 1232?~1225? BC)가 엘람과 싸웠으나 엘람을 점령하지는 못했다. 엘람의 키딘후트란 1세(Kiddin-Khutran I)는 기원전 1224년에 카시트 왕조의 왕이었던 엔릴나딘슈미(Enlil-nadin-shumi)를, 기원전 1227~1217년경에는 역시 카시트 왕조의 왕이었던 아다드슈마이디나(Adad-shuma-iddina)를 격퇴함으로써 카시트 왕조 세력, 즉 당시에 메소포타미아를 지배하고 있던 바빌로니아 제국 세력을 엘람에서 쫓아내었다.
이기할케스 왕조 시대 동안 아카드어 비문과 기록은 줄어들었다. 그리고 엘람 산악 지대의 신들에 대한 숭배가 수사에서 점점 더 확립되어갔다.

#### 슈트루케스 왕조 (1210~1100 BC)
슈트루케스 왕조(1210?~1100? BC) 시대에서 엘람 제국은 전성기를 맞이했다. 슈트루크나훈테(Shutruk-Nakhkhunte: 중기 연대기에 따른 재위 1185~1155 BC)와 그 세 아들, 쿠티르나훈테 2세(Kutir-Nakhkhunte II), 실하크인슈시나크(Shilhak-In-Shushinak), 후텔루테시인슈시나크(Khutelutush-In-Shushinak)는 카시트 왕조 지배하의 메소포타미아로 자주 출정할 만큼 유능했으며, 동시에 수사를 비롯한 엘람 제국에서 호화로운 신전들을 새로 짓거나 옛 신전들을 복원하는 등 왕성한 건설 활동을 벌였다.
슈트루크나훈테는 메소포타미아의 도시들인 아카드 · 바빌론 · 에시눈나를 급습하여 바빌론의 수호신 마르둑의 상, 아카드 제국의 왕이었던 마니시투슈의 상, 함무라비 법전, 아카드 제국의 왕이었던 나람신의 전승비와 같은 전리품을 자신의 나라인 엘람 제국의 수사로 가져갔다.
기원전 1158년(단기 연대기)에 슈트루크나훈테는 카시트 왕조를 완전히 패배시켰는데, 그는 바빌론의 카시트 왕조의 왕 자바바슈마이디나(Zababa-shuma-iddina)를 죽인 뒤 자신의 맏아들 쿠티르나훈테를 왕위에 앉혔다. 하지만 쿠티르나훈테는 당시에 이신(제2 이신 왕조)의 왕이었던 네부카드네자르 1세(재위 1126?~1103? BC)에게 패해 겨우 3년 동안 바빌론의 왕위에 있었고, 이로써 엘람 제국의 세력은 메소포타미아에서 완전히 쫓겨났다. 한편, 슈트루크나훈테가 카시트 왕조를 완전히 패배시키고 이를 뒤이어 네부카드네자르 1세가 바빌론의 패권을 차지함에 따라 바빌론은 카시트 왕조 시대, 즉 제3 바빌로니아 왕조 시대에서 제4 바빌로니아 왕조 시대로 전이하였다.

청동기 시대 붕괴기(Bronze Age collapse: 1206~1150 BC)의 고대 근동과 고대 그리스 (지도의 지명은 노르웨이어로 되어 있다)

제4 바빌로니아 왕조를 연 네부카드네자르 1세는 쿠티르나훈테의 아들 후텔루테시인슈시나크(Khutelutush-In-Shushinak)의 재위 때에 엘람 정벌을 시도했는데, 그 결과 후텔루테시인슈시나크는 결국 수사를 일시적으로 빼앗겨야만 했고, 네부카드네자르 1세는 이전에 엘람 제국의 슈트루크나훈테가 바빌론으로부터 빼앗아갔던 마르둑 상을 되찾아왔다. 이때 후텔루테시인슈시나크는 안샨으로 피신했는데 나중에 수사로 돌아왔다. 그의 형제 실하나함루라가마르(Shilhana-Hamru-Lagamar)가 그의 뒤를 이어 왕이 되었는데, 실하나함루라가마르는 슈트루케스 왕조(1210?~1100? BC)의 마지막 왕이 되었다. 후텔루테시인슈시나크 이후 엘람 제국의 힘은 점차 쇠약해졌고, 엘람은 이후 3세기 이상의 기간 동안 고대 근동의 역사에서 별로 이름없는 세력으로 남게 되었다. 한편, 이 3세기 이상의 기간, 즉 신 엘람 1기(1100?~770? BC)는 고대 근동과 고대 그리스의 청동기 시대 붕괴기(Bronze Age collapse: 1206~1150 BC)와 그 뒤를 이은 그리스 암흑기(1100?~750? BC 또는 1200?~800? BC)와 동시대이다.

### 신 엘람 시대 (1100~539 BC)

#### 신 엘람 1기 (1100~770 BC)
신(新) 엘람 1기(Neo-Elamite I period: 1100?~770? BC)에 대해 알려진 것은 극히 적다. 이 시대 동안 안샨은 아직 적어도 일부 기간이나마 엘람에 속해 있었다.
바빌로니아의 왕 마르비티아플라우슈르(Mar-biti-apla-ushur: 재위 983~978 BC)는 엘람인의 후손이었다. 그는 "엘람 왕조"라고도 불린 제7 바빌로니아 왕조의 왕이었는데 이 왕조는 왕으로는 그가 유일하였으며 따라서 그의 재위 기간이 이 왕조의 존속 기간이었다. 기원전 815년경에 엘람인들이 바빌로니아와 동맹하여 아시리아에 대항했다는 기록이 있는데, 이 기록에 따르면 엘람인들이 바빌로니아의 왕 마르둑발라수이크비(Marduk-balassu-iqbi: 재위 819?~813? BC)와 함께 신 아시리아 제국(Neo-Assyrian Empire: 911~612 BC 또는 934~609 BC)의 왕 샴시아다드 5세(Shamshi-Adad V: 재위 824~811 BC)에 대항하여 싸웠다.

#### 신 엘람 2기 (770~646 BC)

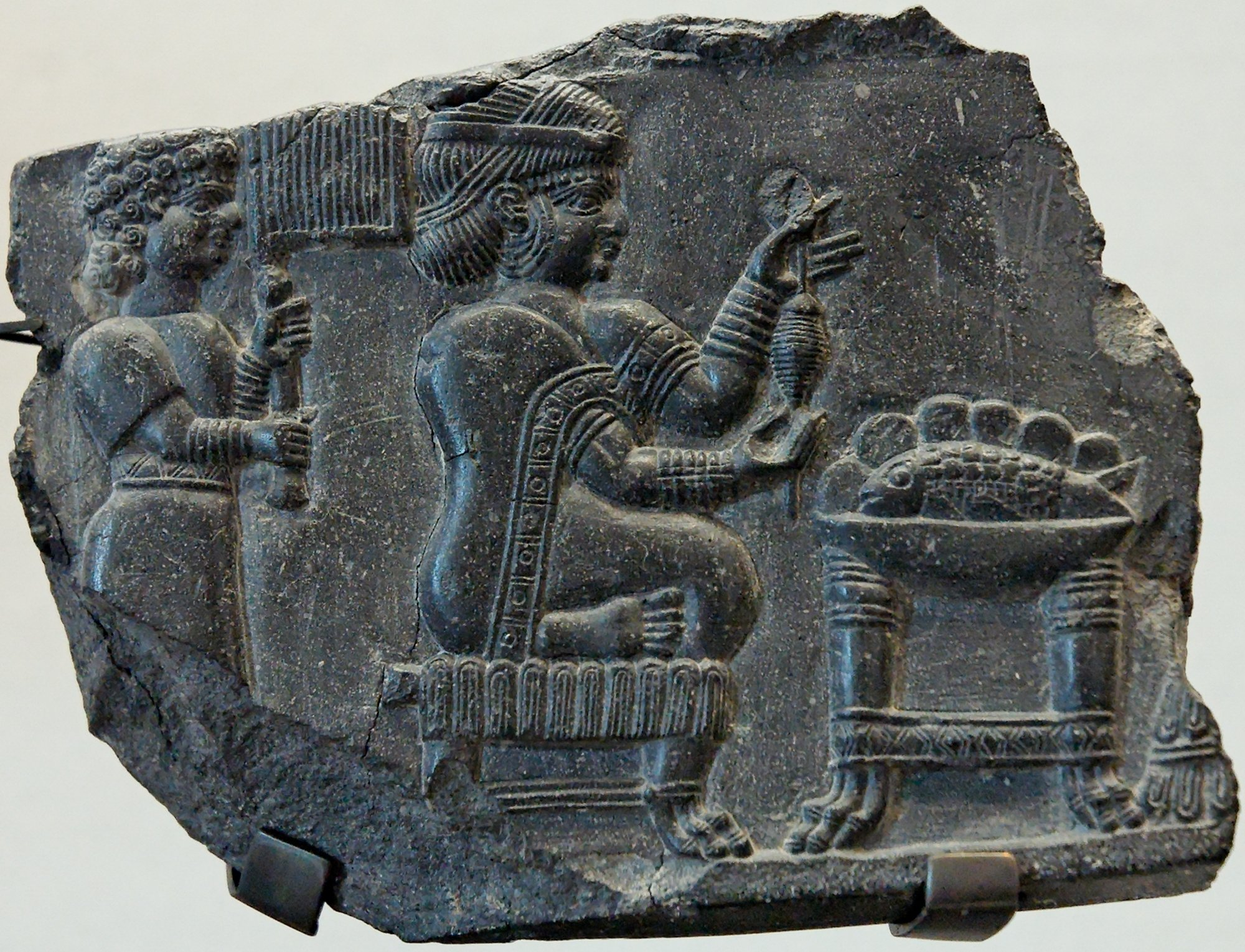
수사에서 발견된 신 엘람 시대(1100?~539 BC)의 부조: 기원전 8세기~6세기 중반의 것으로, 부조의 오른쪽에는 물고기가 통째로 들어 있는 그릇이 탁자 위에 놓여 있으며, 가운데에는 한 여성이 실 잣는 도구를 쥐고 있고, 왼쪽에는 시녀가 가운데 여성에게 부채질을 하고 있다

신 엘람 2기(New-Elamite II period: 770?~646? BC)는 이란인이 엘람인이 토착민으로 살고 있는 이란고원으로 대규모로 이주하여 고대 이란인의 국가인 메디아(728~549 BC 또는 678?~549 BC)를 세운 것과 깊은 관련이 있다.
기원전 800년경의 아시리아 자료에서는 "강력한 메디아"와 "멀리 떨어진 메디아"를 구분하여 언급하고 있는데, "강력한 메디아"는 "메디아"라는 이름으로 실존했던 고대 이란인의 국가인 메디아를 가리키고, "멀리 떨어진 메디아"는 후대의 역사에서 파르티아(Parthians) · 사가르티아(Sagartians) · 마르기아(Margians) · 박트리아(Bactrians) · 소그디아나(Sogdians)의 이름으로 등장하는 고대 이란인들을 가리킨다. 이란고원으로 이주하여 엘람인을 압박한 이란인 부족들 중의 하나가 "파르수 부족(Parsu)"이었다. 파르수 부족에 대한 언급은 기원전 844년의 기록에서 처음으로 보이는데, 이 기록에서는 파르수 부족이 우르미아호(Lake Urmiah)의 남동쪽 호숫가에 살았다고 한다. 그러다가 신 엘람 2기(770?~646? BC)의 끝에서는 엘람인들의 원래 고향이었던 이란고원이 파르수 부족의 명칭을 따서 페르시아 본토를 뜻하는 "페르시아(Persia)"라는 이름으로 불리게 되었다.
기원전 8세기 후반 이후의 엘람의 역사에 대해서는 더 자세한 사항들이 알려져 있다. 기원전 8세기 말경에 엘람은 바빌로니아의 독립이라는 대의명분을 위해 바빌론의 왕 메로다크발라단(Merodach-Baladan: 재위 722-710 BC, 703-703/702 BC)과 동맹을 맺어 신 아시리아 제국(911~612 BC 또는 934~605 BC)에 맞섰다. 엘람의 왕 훔바니가시(Khumbanigash: 재위 743~717 BC)는 신 아시리아 제국의 사르곤 2세(Sargon II: 재위 722~705 BC)에 대항하여 메로다크발라단을 지원했다. 하지만, 훔바나가시의 후계자인 슈트루크나흐훈테 2세(Shutruk-Nakhkhunte II: 재위 716~699 BC) 치세 중의 기원전 710년의 사르곤 2세의 엘람 원정 시에 엘람은 사르곤 2세의 군대에게 완패를 당했다. 또한 기원전 708년에도 사르곤 2세의 군대가 엘람을 한 번 더 패배시켰다는 것이 기록에 남아있다. 바빌론에 대한 신 아시리아 제국의 승리는 사르곤 2세의 아들인 센나케립(Sennacherib: 재위 704~681 BC) 대에서 완결되었는데, 그는 바빌론의 왕 메로다크발라단(재위 722-710 BC, 703-703/702 BC)을 기원전 703년(또는 702년)에 두 번째로 퇴위시키고 바빌론의 젊은 귀족 벨이브니(Bel-ibni)를 바빌론을 지배하는 봉신 왕으로 삼았다. 그 후 기원전 700년에 센나케립은 자신의 아들 아슈르나딘슈미(Ashur-nadin-shumi)를 바빌론의 왕으로 앉혔고 아슈르나딘슈미는 기원전 700~694년까지 바빌론을 통치하였다.
엘람의 왕 슈트루크나흐훈테 2세(Shuttir-Nakhkhunte: 재위 717/716~699 BC)는 자신의 형제 할루슈(Khallushu: 재위 699~693 BC)에 살해당하고 할루슈가 왕위를 차지하였다. 할루슈는 기원전 694년에 바빌론을 점령하여 사르곤 2세의 아들로 사르곤 2세에 의해 바빌론의 왕으로 앉혀진 아슈르나딘슈미(Ashur-nadin-shumi: 재위 700~694 BC, 694에 사망)를 붙잡아 사형시켰다. 그러나 할루슈는 다시 쿠티르나흐훈테(Kutir-Nakhkhunte)에게 암살당하였고 쿠티르나흐훈테는 왕위에 올라 쿠티르나흐훈테 3세(Kutir-Nakhkhunte III: 재위 693~692 BC)가 되었다. 그러나 쿠티르나흐훈테 3세는 1년 정도만 재위에 있은 후 훔마메나누 3세(Khumma-Menanu III: 재위 692~689/688 BC)에게 양위하였다.
엘람의 왕 훔마메나누 3세는 새로운 군대를 조직하여 기원전 691년의 바빌로니아와 아시리아(신 아시리아 제국)간의 할룰레 전투(Battle of Halule)에서 바빌로니아를 도왔다. 이 전투는 확실한 결말이 나지 않았는데, 바빌로니아와 아시리아의 연대기에서는 서로 자신이 승리했다고 주장하고 있다. 그러나, 이 전투로부터 겨우 2년 뒤인 기원전 689년에 아시리아의 왕 센나케립(재위 704~681 BC)은 바빌론을 점령하여 바빌론의 성곽 · 신전 · 궁전 등을 완전히 파괴해버렸다.
엘람의 왕 훔마할다시 1세(Khumma-Khaldash I: 재위 688~681 BC)와 훔마할다시 2세(Khumma-Khaldash II: 재위 680~675 BC) 치세 때에는 엘람과 바빌론의 관계가 악화되었고, 이 두 왕은 모두 시파르(Sippar)를 급습하였다. 센나케립(Sennacherib: 재위 704~681 BC) 을 뒤이은 아시리아(신 아시리아 제국)의 왕 에사르하돈(Esarhaddon: 재위 681~669 BC)의 치세 초기에 엘람인이지만 바빌로니아 남부 지역의 총독이었던 나부제르키티리스이르(Nabu-zer-kitti-lišir)가 반란을 일으켜 우르를 공격하다가 실패하자 엘람으로 달아났다. 엘람으로 달아난 나부제르키티리스이르에 대해 《아시리아-바빌로니아 연대기(ABC: Assyrian and Babylonian Chronicles)》의 제1권 제3열 제39~42행에는 "엘람의 왕이 그를 생포한 후 칼로 베어 죽였다"라고 말하고 있다.
엘람의 왕 우르타쿠(Urtaku: 재위 674~664 BC) 치세 때에 엘람은 아시리아의 왕 아슈르바니팔(Assurbanipal: 재위 668~627 BC)과 얼마간은 좋은 관계를 유지하였다. 아슈르바니팔은 엘람에 기근이 들었을 때 밀을 보내기도 하였다. 하지만 이런 우호적인 관계는 일시적이었고, 우르타쿠는 메소포타미아에 군사적 공격을 벌였고 그 전쟁 와중에 사망하였다.
우르타쿠의 계승자인 템프티훔마인슈시나크(Tempti-Khumma-In-Shushinak: 재위 664~653 BC)는 아슈르바니팔의 반격을 받았고, 기원전 653년의 울라이 전투(Battle of Ulai) 전투에서 죽었다. 그리고 아시리아(신 아시리아 제국)는 수사를 점령했다.
그해(기원전 653년)에 엘람의 북쪽에 있던 메디아인의 나라가 스키타이족(Scythians)의 손에 넘어갔다. 이 때문에 메디아인의 부족인 "파르수 부족(Parsu tribe)"은 쫓겨서 안샨으로 이동하였고, 파르수 부족의 왕인 테이스페스(Teispes)가 동일한 해(기원전 653년)에 안샨을 점령하였다. 이와 같이 안샨이 메디아인의 손에 떨어졌음에도 불구하고, 마지막 3명의 왕을 제외한 나머지 다른 엘람의 왕들은 계속하여 자신들을 "안샨과 수사의 왕"이라고 칭하였다.

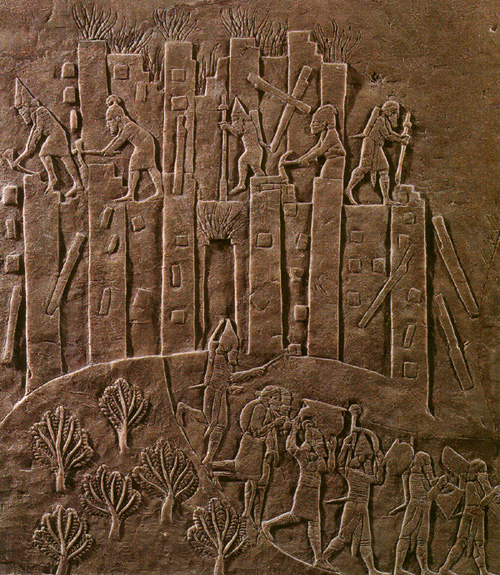
이 부조는 신 아시리아 제국(911~612 BC 또는 934~605 BC)의 최후의 강대한 왕이었던 아슈르바니팔(재위 685~627? BC)이 기원전 647년에 수사 침공에 성공한 것을 것을 묘사하고 있다. 부조의 맨 위에는 도시가 불타고 있는 모습이 나타나 있고, 바로 그 아래에는 아시리아 병사들이 곡괭이와 쇠지레로 도시의 성곽을 무너뜨리고 있으며, 부조의 아래쪽에서는 아시리아 병사들이 전리품을 옮기고 있다.

아슈르바니팔(에사르하돈의 세째 아들로 아시리아의 왕, 재위 668~627? BC)과 그의 둘째 형 샤마시슘우킨(에사르하돈의 둘째 아들로 바빌론의 왕, 재위 668~648 BC) 사이에 벌어진 내전으로 말미암아 일시적인 휴지기가 주어진 잠깐 동안, 엘람인들도 자신들끼리 다투어 엘람 왕국의 세력이 크게 약화되었다. 이 때문에 기원전 646년에 아슈르바니팔은 어렵지 않게 엘람(수시아나)을 공략하고 수사를 약탈할 수 있었다. 기원전 651~640년 동안, 왕위 찬탈이 일어나거나 혹은 엘람의 왕이 아시리아에 잡혀가는 일이 일어나거나 해서 엘람에는 재위가 짧은 시기가 이어졌다. 신 엘람 2기(770?~646? BC)의 엘람의 마지막 왕이었던 훔마칼다쉬 3세(Khumma-Khaldash III: 재위 648~646? BC)는 기원전 640년에 그의 나라를 유린한 아슈르바니팔에게 붙잡혔다.
오스틴 헨리 레어드(Austin Henry Layard)가 1854년에 발굴한 문자판에는 아슈르바니팔이 자신이 엘람의 도시 수사를 파괴한 것을 자랑스러워하는 다음의 글이 적혀 있다:
“엘람인들의 신들의 거주처이며, 엘람인들의 신비(종교: 어뜸가는 가르침)의 중심지인 위대한 신성한 도시 수사를 나는 정복했다. 나는 수사의 궁궐로 들어가서 금은보화가 가득 찬 그들의 보물창고를 열였다. … 나는 수사의 지구라트를 허물어뜨렸다. 나는 수사의 빛나는 구리 뿔들을 부수었다. 나는 엘람의 신전들을 더 이상 존재하지 못하도록 무(無)로 만들었다. 나는 엘람인들의 남신들과 여신들을 바람에 날려 흩어버렸다. 나는 엘람인들의 옛 왕들과 최근의 왕들의 무덤을 철저히 파괴하여 햇빛이 들게 만들었다. 그리고 나는 그들의 뼈를 꺼내 아수르의 땅으로 옮겨버렸다. 나는 엘람의 영토를 완전히 파괴하였으며 (그 무엇도 자랄 수 없도록) 그들의 땅에 소금을 뿌렸다.”

#### 신 엘람 3기 (646~539 BC)
|  |

기원전 646년에 아슈르바니팔이 엘람을 침공하여 약탈했지만, 그가 자랑한만큼 엘람이 완전히 파괴되어 멸망하거나 한 것은 아니었다. 이후 곧바로 슈티르나흐훈테 3세(Shuttir-Nakhkhunte III: 재위 646~? BC)에 의해 엘람인의 지배가 회복되었다. 그러나 아케메네스 제국(550?~330 BC) 시대 이전의 마지막 100년 동안 엘람의 왕족들은 여러 다른 작은 왕국으로 산산히 흩어졌다.
기원전 7세기 후반 이후의 세 명의 왕들인 슈티르나흐훈테 3세와 할루투시인슈시나크(Khallutush-In-Shushinak)와 앗타훔마인슈시나크(Atta-Khumma-In-Shushinak)는 모두, 이미 아케메네스 제국이 안샨을 통치하고 있는 상황임에 불구하고, 여전히 자신들을 "안잔(안샨)과 수사의 왕" 또는 "안잔(안샨)과 수사 왕국을 확장한 자"라고 불렀다. 그러나 이들의 후계자인 훔마메나누(Khumma-Menanu)와 실하크인슈시나크 2세(Shilhak-In-Shushinak II)는 "왕"이라는 간단한 칭호로 불렸으며, 엘람의 마지막 왕인 템프티훔마인슈시나크(Tempti-Khumma-In-Shushinak)는 내세울 어떤 칭호도 갖지 못했다.
기원전 539년에 수사도 아케메네스 제국(550?~336 BC)의 지배하에 들어갔고, 이로써 2200여년의 역사를 지닌 엘람 제국(2700?~539 BC)이 멸망하였다.

## 종교

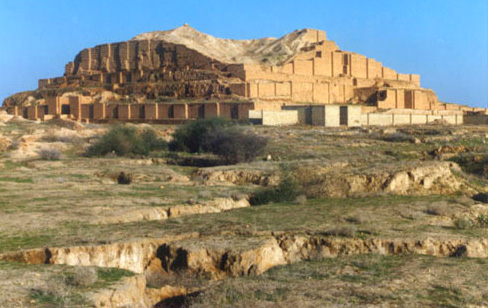
초가 잔빌 지구라트(Chogha Zanbil ziggurat) 유적: 이 지구라트는 엘람의 왕 운타시나피리샤(Untash-Napirisha: 재위 1275?~1240? BC)가 기원전 1250년경에 건설한 것으로 수사에서 서쪽으로 약 30km 떨어진 곳에 있다

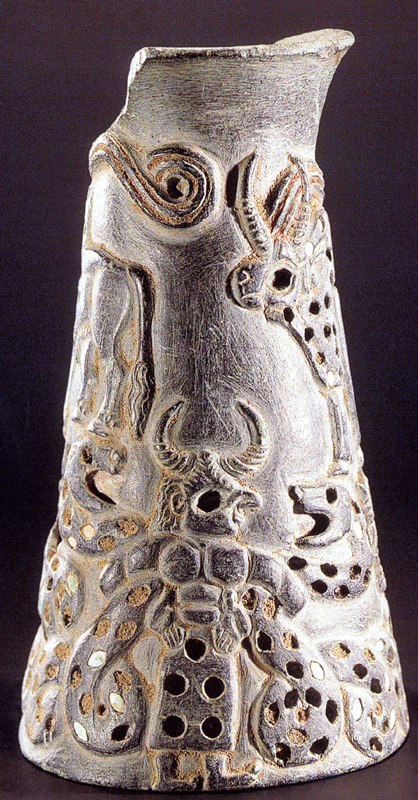
뱀들과 싸우는 "두 개의 뿔이 달린" 인물이 묘사되어 있는 엘람 유물: 이 엘람 유물은 유물 거래상이 이란에서 터키로 밀반출하는 도중에 이란의 국경 수비대가 발견하여 몰수한 것이다. 이 유물의 양식은 지로프트의 것으로 판정되었다.

종교면에서 엘람인들은 다신교를 믿었고 우상을 숭배하였다.
엘람인들의 초기 판테온에서 가장 중요한 신들 중 하나는 키리리샤(Kiririsha)라고 불린 여신이다. "키리리샤"는 엘람어로 "위대한 여신(Great Goddess)"을 뜻한다. 같은 기원(起源)의 이름을 지닌 다른 신들과 함께 키리리샤는 엘람 전역의 서로 다른 여러 민족들의 신앙 체계에서 나타난다.
키리리샤는 엘람 역사의 한 스테이지에서 엘람의 가장 중요한 여신이 되었는데, 그녀의 남편인 훔반(Humban) 다음으로 모든 신들 중 두 번째의 지위를 가진 것으로 여겨졌다. 훔반과 카리리샤와 다른 남신 인슈시나크(Inshushinak)가 엘람의 판테온에서 최고위의 삼주신(三主神, triad)을 형성하였다.
초가 잔빌(Chogha Zanbil)의 지구라트는 인슈시나크에게 바쳐진 지구라트이다.

## 언어
전통적으로, 엘람어는 고립어인 것으로 여겨지고 있다. 엘람어는 인접한 지역의 셈어파의 언어들, 수메르어 그리고 후대의 이란어군의 언어들과 전혀 관련이 없다.
엘람어는 아카드 문자를 차용하여 개작한 쐐기문자로 기록되었으며, 이 문자를 엘람 쐐기 문자(Elamite cuneiform) 또는 엘람 설형 문자라 한다. 하지만 가장 초기의 문서들은 이 쐐기문자와는 상당히 다른 엘람 선형 문자(Linear Elamite script)로 쓰여졌었다.
2006년에 지로프트에서 엘람 선형 문자와 유사한 문자로 쓰여진 더 오래된 두 개의 명문(銘文)이 발견되었다. 이 때문에 고고학자들은 엘람 선형 문자가 지로프트에서 수사로 확산되어 간 것이라고 추정하고 있다.
또한 엘람 선형 문자는 더 오랜 원 엘람 문자(Proto-Elamite script)에서 발전한 것일 수도 있다. 그러나 원 엘람 문자가 엘람어를 기록하는데 사용된 것인지 아니면 다른 언어를 기록하는데 사용된 것인지에 대해 학자들의 의견은 통일되어 있지 않다. 그리고 원 엘람 문자와 엘람 선형 문자는 둘 다 아직 해독되지 못한 상태이다.
발달 단계가 다른 예닐곱 개의 엘람어 이형(異形)이 사용된 것이 기록 자료들에서 확인이 되는데, 가장 초기의 것은 기원전 제3천년기(3000~2001 BC)의 것이고 가장 후대의 것은 아케메네스 제국(550?~330 BC) 시대의 것이다.
엘람어는 이슬람 시대(무함마드가 사망한 기원후 632년 이후) 초기까지 살아남아 실제 사용되고 있었을 수 있다. 예를 들어, 중세 이슬람 역사가들 중의 한 사람인 이븐 알나딤(Ibn al-Nadim: 995 또는 998에 사망)은 "이란 언어들로는 팔라비어(Fahlavi: 즉, Pahlavi), 다리어(Dari), 후즈어(Khuzi), 페르시아어(Persian), 수리야니어(Suryani: 아시리아어 또는 시리아어)가 있다"고 기술하고 있다. 이븐 알무카파(724~759)는 후즈어(Khuzi)가 페르시아 왕족의 비공식 언어라고 하였는데, "후즈(Khuz)"는 "엘람(Elam)"이 전와(轉訛: 그릇되이 굳어짐)된 것이다.

### 다른 어족과의 관계
전통적인 견해는 엘람어를 고립어라고 보는 것이지만,
언어학자들 중에는 엘람어가 인도의 문다어파(Munda languages)와 관련이 있다고 주장하는 학자들도 있다. 몬크메르어파와 관련이 있다고 주장하는 학자들도 있고 드라비다어족과 관련이 있다고 주장하는 학자들도 있다. 데이빗 맥알파인(David McAlpine)은 엘람어가 현재 사용되고 있는 드라비다어족의 언어들과 관련이 있다고 주장하였는데, 그의 주장은 엘람어와 드라비다어족이 더 광대한 어족인 엘람드라비다어족(Elamo-Dravidian languages)에서 기원했다는 "엘람드라비다어족 가설"을 바탕으로 하고 있다.

## 유산

### 배경: 아케메네스 제국 이전

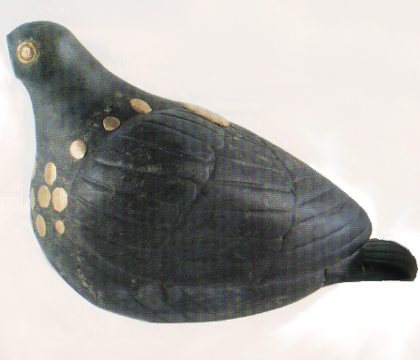
황금으로 된 못이 점점이 박혀있는 11.43cm(4.5인치) 길이의 청금석 비둘기: 수사에서 발견된 것으로 연대는 기원전 1200년으로 추정된다. 수사는 후대의 아케메네스 제국(550?~330 BC)에서도 제국의 주요 도시들 중의 하나였다.

신 아시리아 제국(911~612 BC 또는 934~605 BC)의 왕 아슈르바니팔(재위 668~627 BC)이 기원전 646년에 엘람을 침공하고 철저한 약탈과 파괴를 행했지만 엘람이 멸망하지는 않았다. 즉 아슈르바니팔의 사후 권력투쟁 등으로 인해 아시리아 세력이 약해지고 쇠퇴해갈 때 엘람에는 새로운 정치적 세력이 나타나 엘람인들을 이끌었다. 하지만 엘람은 이전의 전성기 때만큼의 힘을 다시 가지지는 못하였고, 카룬강 유역과 그 약간 너머의 지역만을 지배할 수 있었다.
아시리아(신 아시리아 제국)의 쇠퇴로 수혜를 받은 나라들 중에는 고대 이란인의 부족들이 있었다. 기원전 9세기의 아시리아의 문서들에 따르면 이들은 엘람 북쪽의 우르미아호 근처에 살았다. 이들 부족들에 의해 고대 이란인의 제국들 중 하나인 메디아(728~550 BC)가 성립되었다. 기원전 653년에 엘람 북쪽의 우르미아호 근처의 영역은 스키타이의 마디우스에게 함락되었고 그는 메디아의 왕이 되어 메디아 제국을 기원전 625년까지 통치했다. 한편, 기원전 7세기경에 아케메네스는 파사르가다에 지역의 고대 이란인 부족들 중 하나의 족장이었거나 혹은 이들 부족들 모두의 왕이었다. 그의 아들인 테이스페스(Teispes)가 기원전 7세기 중반에 엘람의 안샨을 정복하였는데 이로써 장차 페르시아 제국, 즉 아케메네스 제국으로 팽창하게 될 핵심 근거지와 세력이 형성되었다.
신 아시리아 제국(911~612 BC 또는 934~605 BC)이 세력을 떨치는 동안 이들 고대 이란인 부족들 또는 국가들은 대체로 아시리아의 속국 또는 제후국이었다고 할 수 있는데, 메디아와 만나이 왕국과 다른 고대 이란인의 나라들은 기원전 10세기경부터 신 아시리아 제국의 왕 아슈르바니팔(재위 668~627 BC)이 사망한 기원전 627년까지 아시리아에 조공을 바쳤다. 아슈르바니팔의 사후에 아시리아 제국은 급속히 쇠퇴했으며, 약화된 아시리아 제국이 기원전 612년(또는 605년)에 멸망함에 있어 메디아(728~550 BC)가 주요한 역할을 하였다.

### 아케메네스 제국 시대

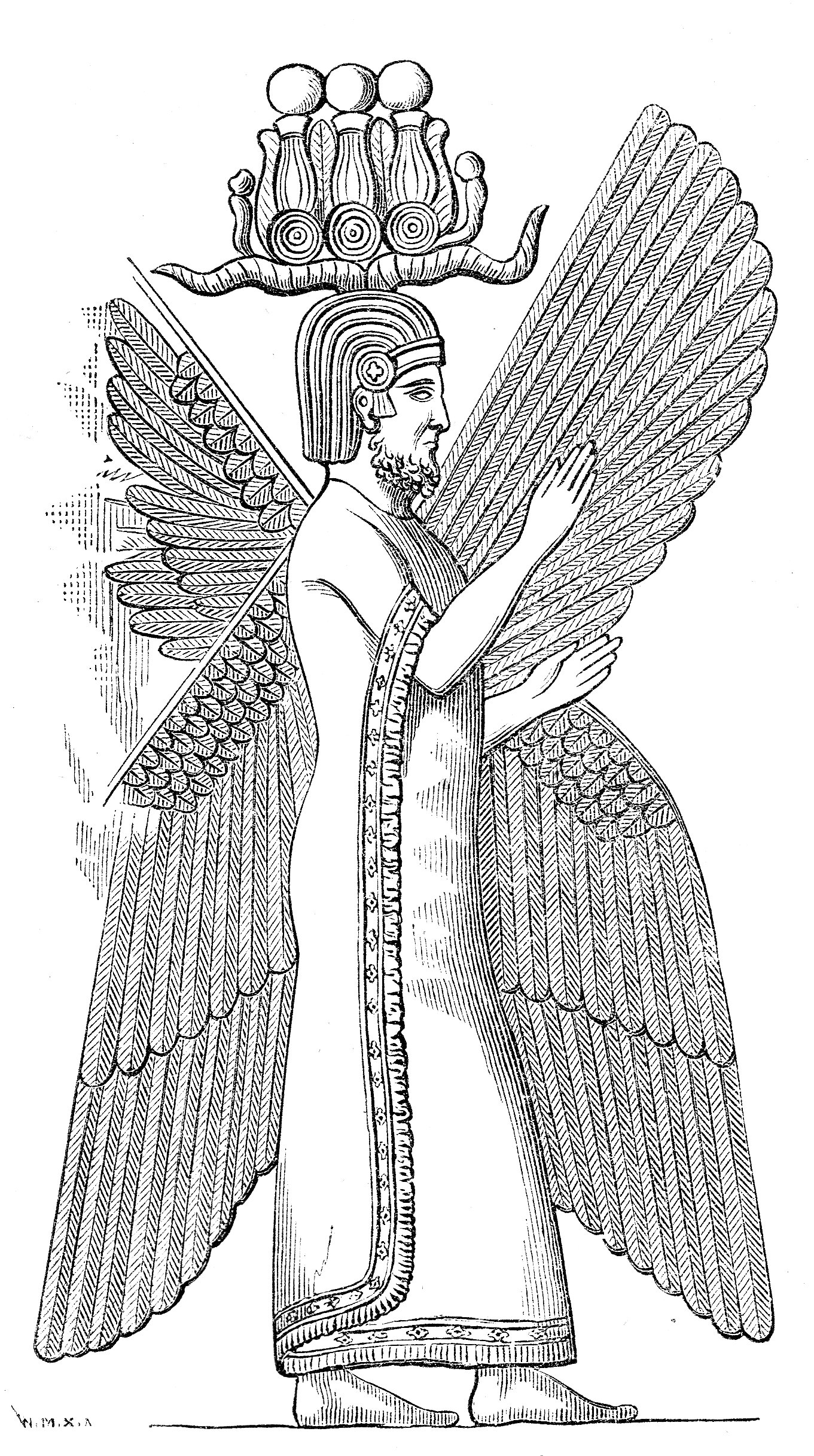
파사르가다에의 날개 달린 지니: 묘사된 인물은 날개가 달린 지니라고도 하며 또는 키루스 대왕의 이상화된 모습이라고도 하는데, "엘람식 곤룡포(Elamite robe)"를 입고 있다.

기원전 6세기에 아케메네스 제국(550?~330 BC)이 부상하였고 엘람 제국은 아케메네스 제국에 의해 기원전 539년에 멸망하였다. 하지만 이것은 독립적인 정치 세력으로서는 멸망이었지만 "문화적 실체 또는 세력으로서의 엘람의 멸망"은 아니었다. 아래에 나열된 사례들에서 보듯이, 엘람의 전통들이 페르시아(이란)에서 새로이 부상하고 있는 아케메네스 제국의 문화의 핵심적인 일부를 이루었다. 이런 면에서 엘람인들과 엘람의 문화는 메소포타미아의 여러 나라와 문명이 이룩한 문화적 성취를 이란고원의 부족들에게 전해주는 전달자의 역할을 하였다.
- 키루스 대왕은 "안샨의 왕"이라는 칭호를 사용하였다.
- 캄비세스 1세는 "엘람식 곤룡포(Elamite robe)"를 입었다.
- 유명한 파사르가다에의 날개 달린 지니(winged ginie)는 "엘람식 곤룡포(Elamite robe)"를 입고 있다.
- 돌 또는 보석에 새긴 조각들 중 엘람식 양식의 것들이 발견되었다.
- 엘람어는 다리우스의 도시 페르세폴리스에서 발견된 수천 건의 행정 문서들에 사용된 아케메네스 제국의 세 공용어 중의 하나이며, 이 문서들에는 세 공용어로 된 텍스트가 나오는데 엘람어 텍스트가 다른 두 언어의 텍스트보다 먼저 나온다.
- 엘람의 신들에 대한 숭배가 계속되었다.
- 엘람의 종교인들과 엘람의 컬트 종교들이 아케메네스 제국의 왕들의 지원을 받으면서 계속되었다.

이와 같이 아케메네스 제국이 엘람의 문화를 받아들인 한편, 엘람어는 구조와 어휘 양면에서 이란어의 영향을 받아 이를 흡수하였는데 기원전 500년에는 이러한 흡수가 완료되었다.
이러한 두 측면의 모습은 엘람의 시대와 페르시아의 시대를 연결하는 어떤 문화적 연속 또는 융합의 상황이 아케메네스 제국(550?~330 BC)의 초기에 이미 확고히 형성되어 있었다는 것을 시사한다. 이와 같이 엘람은 페르시아의 문화가 꽃피워질 수 있는 기반이 되었는데, 따라서 엘람은 새로운 제국인 아케메네스 제국에 흡수된 이래로 이후의 페르시아의 여러 제국의 영토적 그리고 문화적 일부가 되었다는 인식 정도에 그치는 것이 아니라, "페르시아의 최초의 문명"이라고 인식되고 있다. 이런 면에서 단순히 지리적 측면에서가 아니라, 지리와 문화 양면에서 엘람은 이란 역사의 출발점이라고 여겨지고 있다.

### 아케메네스 제국 이후

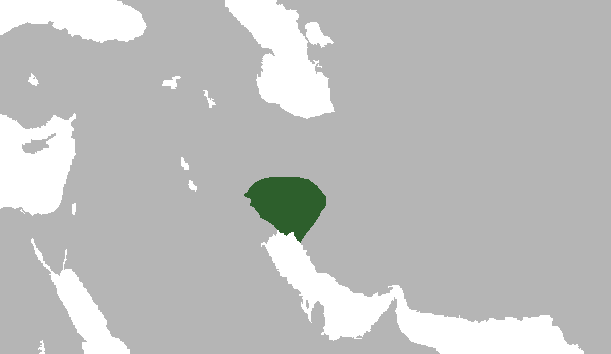
기원전 51년의 엘리마이스(Elymais: 147 BC~224 AD)의 강역

"엘람(Elam)"이라는 명칭은 헬레니즘 시대와 그 이후에도 살아남았다. "엘람(Elam)"이 그리스어화된 "엘리마이스(Elymais)"는 파르티아 제국(BC 238~AD 226) 하에서 기원전 2세기부터 기원후 3세기 초까지의 반독립적인 국가의 상태를 누렸던 파르티아 제국의 한 속국의 국가명이었다. 엘리마이스(147 BC~224 AD)는 오늘날 이란의 후제스탄 주에 위치하였다.
《신약 성경》의 〈사도행전 2:8~9〉에 따르면, 오순절에 성령이 내려 사도들이 말하는 것을 각 나라 사람들이 자기네 언어로 알아들었는데, 그 언어들 중의 하나가 엘람인(Elamites)의 언어였다.
공동번역: 8. 그런데 우리는 저 사람들이 하는 말을 저마다 자기가 태어난 지방의 말로 듣고 있으니 어찌 된 셈인가? 9. 이 가운데는 바르티아 사람, 메대 사람, 엘람 사람이 있는가 하면 메소포타미아, 유다, 갑바도기아, 본도, 아시아에서 온 사람들도 있고
KJV: 8. And how hear we every man in our own tongue wherein we were born 9. Parthians and Medes and Elamites and the dwellers in Mesopotamia and in Judaea and Cappadocia in Pontus and Asia
"베트 후자예(Beth Huzaye)"라고도 불린 "엘람(Elam)"은 기원후 410년부터 14세기까지 아시리아 동방교회의 수석 대주교 관구(senior metropolitan province)였다.

## 지도

### 엘람의 고대 도시
| 모술바그다드테헤란유프라테스강티그리스강니푸르기르수라가시마라드우루크우바이드우르에리두키시수사안샨마리아카드이신라르사바빌론아수르니네베님루드두르샤루킨class=notpageimage\| 메소포타미아의 고대 도시들 : 수메르의 도시 : 엘람의 도시 : 아카드 제국의 도시 : 아모리인의 도시 : 바빌로니아의 도시 : 아시리아의 도시 : 현대의 이라크 · 이란의 도시 |

### 이란고원
| 카스피해 페르시아만 호르무즈 해협 메소포타미아 이라크 쿠웨이트 사우디아라비아 아무다리야강 하리강 파키스탄 인더스강 힌두쿠시산맥 바바산맥 아프가니스탄 우르미아호 엘부르즈산맥 코페트다그산맥 투르크메니스탄 자그로스산맥(북부) 자그로스산맥(남부) 자얀데루드강 이란 자르드쿠산 제발바레즈산맥 하자란 산괴 카비르 사막 루트 사막 헬만드강 하문호 하제산 고드자레 저지대 시스탄 발루치스탄 |
| 이란고원의 주요 지명: 지도의 "이란" 주위의 지역이 이란고원 본토(Iranian plateau proper)에 해당한다 |

| 가잔 열도갠지스강고다바리강고비 사막나일강류큐 열도남중국해노르웨이해뉴기니섬네푸드 사막다싱안링산맥다뉴브강동시베리아해동중국해동해둥베이 · 평원랍테프해룹알할리 사막레나강마다가스카르섬마리아나 제도마르마라해말레이반도메콩강몰디브 제도몽골고원바렌츠해바이칼호바탄 제도발리섬발트해발하시호백해베링해벵골만보르네오섬북극해북해볼가강북드비나강브라마푸트라강사할린섬샤오싱안링산맥세이셸 군도소코트라섬수마트라섬술라웨시섬스리랑카섬스칸디나비아반도스타노보이산맥스프래틀리 군도시나이반도새머리싱가포르섬아나톨리아아덴만아라비아반도아라비아해아라푸라해아랄해아무르강아조프해아프리카의 뿔안다만 제도알타이산맥알류샨 열도에게해예니세이강오가사와라 제도오만만오비강오스트레일리아오호츠크해우랄강우랄산맥유프라테스강이란고원인더스강인도 아대륙인디기르카강인도양 (북부)인도차이나반도일본 열도자와섬주강장강치롄산맥카라해카라코람카스피해캄차카반도캅카스산맥캐롤라인 · 제도콜리마강쿠릴 열도쿤룬산맥크리스마스섬타이만대만타클라마칸 사막북태평양톈산산맥통킹만티그리스강티모르섬티베트고원파라셀 제도파미르페르시아만페초라강프라타스섬필리핀 제도필리핀해하이난한반도항가이산맥호르무즈홋카이도홍해화베이 · 평원황하황해흑해히말라야산맥힌두스탄 · 평원힌두쿠시class=notpageimage\| 아시아에서의 이란고원의 위치 |

## 같이 보기
- 엘람어
- 엘람드라비다어족
- 엘람의 역대 통치자
- 모든 이란 왕국의 왕
- 일람 주
- 후제스탄
- 후제스탄이란 이름의 기원
- 로망 기르슈망(Roman Ghirshman)
- 엘리마이스
- 이란
- 중앙아시아

## 참고 문헌
- Quintana Cifuentes, E., Historia de Elam el vecino mesopotámico, Murcia, 1997. Estudios Orientales. IPOA-Murcia.
- QUINTANA CIFUENTES, E., Textos y Fuentes para el estudio del Elam, Murcia, 2000.Estudios Orientales. IPOA-Murcia.
- Quintana Cifuentes, E., La Lengua Elamita (Irán pre-persa), Madrid, 2010. Gram Ediciones. ISBN 978-84-88519-17-7
- Khačikjan, Margaret: 《The Elamite Language》, Documenta Asiana IV, Consiglio Nazionale delle Ricerche Istituto per gli Studi Micenei ed Egeo-Anatolici, 1998 ISBN 88-87345-01-5
- 《Persians: Masters of Empire》, Time-Life Books, Alexandria, Virginia (1995) ISBN 0-8094-9104-4
- Potts, Daniel T.: 《The Archaeology of Elam: Formation and Transformation of an Ancient Iranian State》, Cambridge University Press (1999) ISBN 0-521-56496-4 and ISBN 0-521-56358-5
- McAlpin, David W., 《Proto Elamo Dravidian: The Evidence and Its Implications》, American Philosophy Society (1981) ISBN 0-87169-713-0